# Vadamarachchi-Lagune

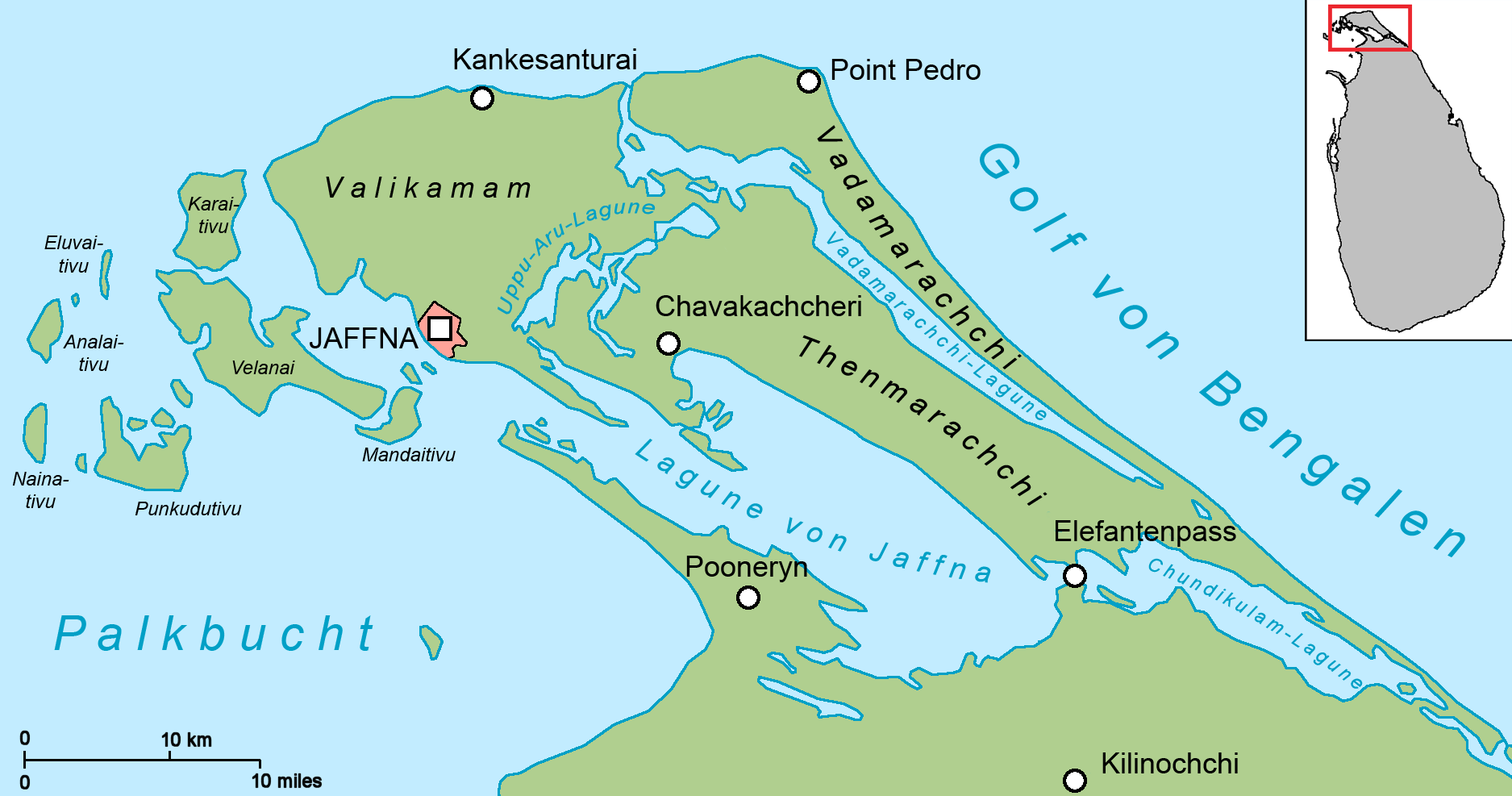
Karte der Jaffna-Halbinsel mit der Vadamarachchi-Lagune

Die Vadamarachchi-Lagune (Tamil: வடமராட்சி கடல் நீரேரி Vaṭamarāṭci kaṭal nīrēri) oder Thondamannar-Lagune (Tamil: தொண்டைமானாறு கடல் நீரேரி Toṇṭaimāṉāṟu kaṭal nīrēri) ist eine Lagune auf der Jaffna-Halbinsel in der Nordprovinz Sri Lankas.
Die Vadamarachchi-Lagune liegt im Inneren der Jaffna-Halbinsel. Sie ist von langgestreckter Form und verläuft parallel zur Küste des Golfs von Bengalen. Von Nordwesten nach Südosten misst die Lagune rund 50 Kilometer, die Fläche beträgt rund 78 Quadratkilometer. Die Vadamarachchi-Lagune trennt die Region Vadamarachchi von der Region Thenmarachchi im Süden und der Region Valikamam im Westen. Im Nordwesten besteht eine Verbindung zum offenen Meer, im Südwesten ist die Vadamarachchi-Lagune mit der Uppu-Aru-Lagune verbunden. Am Südostende der Lagune ist die Verbindung zum Meer durch einen Damm unterbrochen. Die Vadamarachchi-Lagune ist mit Seegras bewachsen und wird von Mangroven gesäumt. Im Westen und Osten finden sich ausgedehnte Wattgebiete. Das Wasser wird von Westen nach Osten zunehmend brackiger und erreicht während der Regenzeit eine Tiefe von durchschnittlich zwei Metern. Während der Trockenzeit von April bis September liegt der südöstliche Teil der Lagune zu großen Teilen trocken.
Die Vadamarachchi-Lagune bietet Lebensraum für zahlreiche Wasservögel, darunter den Rosaflamingo. Andere Vogelarten, die im Winter beobachtet werden können, sind die Spießente, die Knäkente und die Pfeifente.